# Sven Littorin
För den moderate arbetsmarknadsministern, se Sven Otto Littorin.
Sven Henrik Littorin, född 19 december 1833 i Kristianstad, död 31 oktober 1903 i Fyrunga församling, var en svensk godsägare och riksdagsledamot.
Littorin var godsägare i Bjärtorp i Skaraborgs län. Som politiker var han ledamot av riksdagens första kammare 1879, invald i Skaraborgs läns valkrets.